# Сытник, Владимир Владимирович
Владимир Владимирович Сытник (25 декабря 1908 — 18 июля 1943) — советский военный деятель, генерал-майор танковых войск (постановление СНК СССР № 976 от 10.09.1943, посмертно).

## Биография
Родился 25 декабря 1908 года в селе Ульяновка (иногда Ульяново, ныне Ульяновский район Харьковской области). Украинец.
Окончил сельскую школу (1923). Член ВКП(б) с 1929 года (п/б № 19835508).
Окончил Сумскую артиллерийскую школу (1931).

### Военная служба
С 1 октября 1927 по 1931 год - курсант Сумской артиллерийской школы.
С 1931 года - командир взвода, с 1932 года - командир учебного взвода, с 1937 года - командир батареи 30-го артиллерийского полка 30-й стрелковой дивизии. С 1938 года - Помощник начальника штаба 30-го запасного отд. танкового батальона 30-й стрелковой дивизии. С 1938 года - врид начальника штаба 30-го запасного отд. танкового батальона.
Приказом ЗабВО № 00194 назначен начальником штаба батальона 1-го отд. легкотанкового полка (Забайкальский ВО).
Приказом НКО № 01112 от 17.03.1940 года назначен командиром батальона 46-го танкового полка 65-й моторизованной дивизии. С 8 июня 1940 года начальник полковой школы 46-го танкового полка.

### Великая Отечественная война
Участник Великой Отечественной войны с июня 1941 года в должности командира танкового батальона 12-го танкового полка на Западном фронте. Участник битвы за Москву. Отличился в обороне Соловьёвской переправы с 27 июля по 13 августа 1941 года.
22 ноября (по другим данным 17 сентября) 1941 года, назначен командиром 12-го танкового полка 5-й танковой бригады 1-й гвардейской мотострелковой Московской дивизии. В этой должности особо отличился в критический момент обороны г. Наро-Фоминска на ближайших подступах к Москве в октябре - ноябре 1941 года. Участвовал в разгроме немецких войск в ходе начавшегося в декабре 1941 года наступлении советских войск под Москвой. Получил ранение 29 декабря 1941 года.
С 5 марта 1942 года — и.д. заместителя командира 5-й танковой бригады. С 16 апреля 1942 года — и.д. заместителя командира 6-й гвардейской танковой бригады «а». Приказом НКО № 02311 от 02.05.1942 года назначен командиром 24-й отдельной танковой бригады.
Погиб 18 июля 1943 года у станции Вязовая северо-западнее города Орла. На основании приказа ГУК НКВД от 27.08.1943 г. был исключён из списков начсостава РККА, но этот приказ был отменён ГУК НКВО № 02604 от 24.12.1943 года.
По другим источника — умер от ран в городе Сухиничи.
Похоронен на площади Ленина в г. Сухиничи Калужской области.

### Воинские звания
Капитан (Приказ НКО № 328/п от 1938), майор, подполковник (1942), полковник (Приказ НКО № 06721 от 04.11.1942), генерал-майор т/в (Постановление СНК № 976 от 10.09.1943, посмертно).

## Награды
- Орден Ленина (20.12.1941)[5][2].
- Орден Ленина (19.04.1942)[6][2].

## Память
- На могиле в Сухиничах установлен надгробный памятник
- Имя воина увековечено в Главном Храме Вооружённых сил России, и навсегда запечатлено на мемориале «Дорога памяти» [7][2]